# Illes Mariannes
Les illes Mariannes o, simplement, les Mariannes (en anglès Mariana Islands o the Marianas; abans del segle xx eren conegudes com les illes dels Lladres, de l'espanyol Islas de los Ladrones) són un arxipèlag conformat pel cim de 15 pics volcànics al nord-oest de l'oceà Pacífic entre els paral·lels 12 i 21 nord i al llarg del meridià 145 est.
Es tracta de la part meridional d'una serralada submarina que s'estén al llarg d'uns 2.519 km) des de Guam fins a prop del Japó. Les Mariannes són les més septentrionals del grup d'illes d'Oceania conegut com la Micronèsia. Ocupen una extensió de poc més de 1.000 km² i tenen una població d'uns 250.000 habitants (al començament del segle xx era de tan sols 2.500).
Administrativament, les Mariannes es divideixen en dues entitats polítiques dependents dels Estats Units d'Amèrica: Guam (territori no incorporat) i les Mariannes Septentrionals (un commonwealth o mancomunitat).
L'arxipèlag de les Mariannes està format per dos grups ben definits, un al nord consistent en deu illes volcàniques principals, de les quals només quatre (Agrihan, Anatahan, Alamagan i Pagan) estan habitades, i un al sud compost per cinc illes de pedra calcària coral·lina (Rota, Guam, Aguijan, Tinian i Saipan), totes habitades excepte Aguijan. Al grup volcànic septentrional s'assoleixen les màximes elevacions de l'arxipèlag (965 m a Agrihan); alguns cràters presenten encara senyals d'activitat, i els terratrèmols no hi són estranys. La costa de les illes meridionals, poc elevades, està voltada per atols de corall.
Totes les illes excepte un parell de farallons (Medinilla i Pájaros, al nord) tenen una vegetació molt densa, semblant a la de les Carolines i, també, a la de les Filipines, amb abundància de líquens i molses. Els productes principals són els cocos, l'areca, el nyam, els moniatos, la mandioca, el cafè, el cacau, el sucre, el cotó, el tabac i el nacre, i se n'exporta sobretot la copra. Malgrat les facilitats que ofereixen el sòl fèrtil, el clima tan favorable i l'abundància d'aigua, no hi ha conreus agrícoles destacats.
La fauna de les Marianes, si bé inferior en nombre i en varietat, és també similar a la de les Carolines, amb algunes espècies que són endèmiques de tots dos arxipèlags. Els porcs i els bous viuen en llibertat i es cacen quan és necessari: els primers ja eren coneguts pels primers habitants de l'illa, mentre que els segons, juntament amb la majoria d'altres animals domèstics, hi foren introduïts pels espanyols. El clima és humit però saludable, mentre que la calor, temperada pels vents alisis, és més suau que a les Filipines; no hi ha grans variacions de temperatura.

## Història

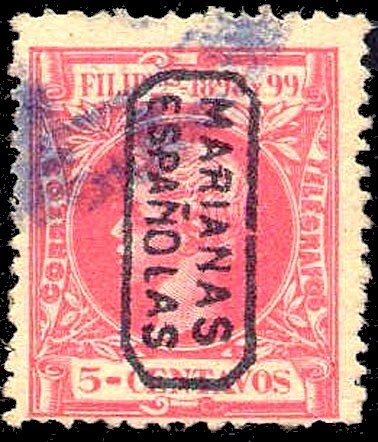
Estampilla d'illes Mariannes a la fi del període colonial espanyol cap 1898-99.

El primer europeu que va descobrir les illes fou Fernão de Magalhães, que el 6 de març del 1521 en va observar les dues més meridionals quan va passar entre l'una i l'altra. La tripulació les va anomenar Islas de los Ladrones, ja que el primer que van fer els natius de les illes fou saquejar les naus de Magalhães; amb aquest nom foren conegudes fins no fa gaire. El mateix Magalhães en deia les Islas de las Velas Latinas (o «illes de les veles llatines»). Més endavant també foren conegudes com l'arxipèlag de Sant Llàtzer, Jardines i Prazeres.
El 1667 foren reclamades formalment per Espanya, que hi va establir una colònia regular i les va anomenar oficialment Las Marianas en honor de la reina Marianna d'Àustria, vídua de Felip IV. Llavors hi vivien una població d'entre 40.000 i 60.000 persones, però la població nadiua, els chamorros, gairebé fou exterminada per les malalties que dugueren els espanyols; al segle xviii només en quedaven 1.800. De la seva civilització, típicament micronèsia, en queden encara alguns exemples a l'illa de Tinian, en forma de dues fileres de columnes quadrades de pedra massissa amb pesants capitells arrodonits. Segons les cròniques espanyoles, dins els capitells s'hi trobaren urnes funeràries.
Les Mariannes foren una colònia espanyola dependent del governador de les Filipines fins al 1898, quan, de resultes de la guerra hispanoamericana, Espanya va cedir Guam als Estats Units.

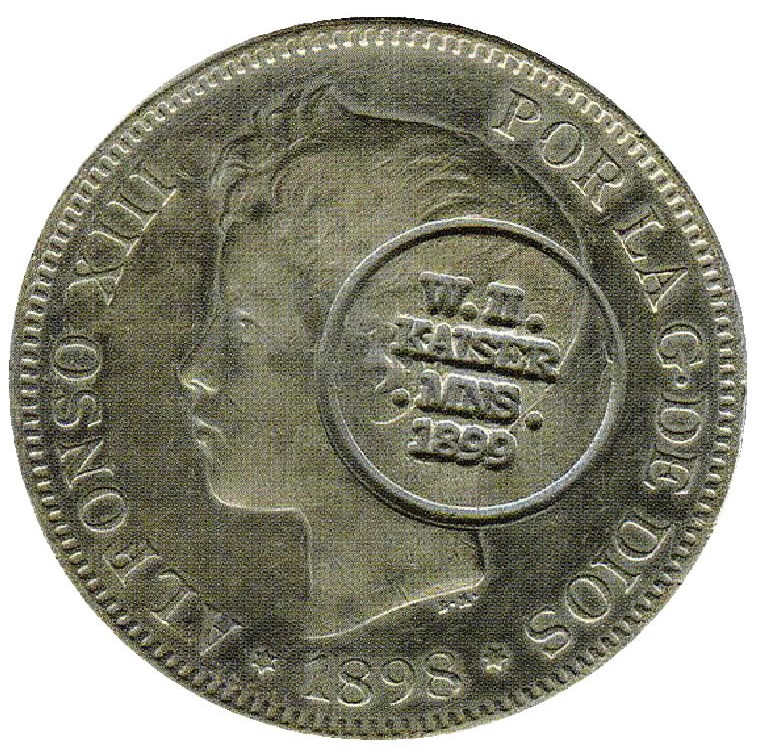
Moneda espanyola d'Alfons XIII amb doble segell commemoratiu de l'ocupació alemanya el 1899.

Pel tractat del 12 de febrer del 1899, la resta de les illes de l'arxipèlag (excepte Guam), juntament amb les Carolines i les illes Palau, foren venudes a Alemanya per 25 milions de marcs alemanys segons el tractat hispanoalemany i foren incorporades al protectorat alemany de Nova Guinea; la població total el 1900 era només de 2.646 habitants, sobretot residents a les illes del sud, ja que les deu més septentrionals tenien molta activitat volcànica.
El Japó aliat va començar a ocupar les illes el 1914. Arran de la derrota d'Alemanya i de la resta de les Potències Centrals de la Primera Guerra Mundial, les illes foren cedides al Japó com un mandat territorial de la Societat de Nacions.
L'arxipèlag fou escenari de diverses batalles entre les forces japoneses i nord-americanes el 1944 durant la Segona Guerra Mundial. Els Estats Units volien capturar les illes per utilitzar-les com a base des d'on haurien de sortir els bombarders per atacar el Japó. Un cop capturades, les illes de Saipan i Tinian foren usades per a aquest objectiu. De fet, tant l'Enola Gay com el Bockscar (que van tirar les bombes atòmiques respectivament sobre Hiroshima i Nagasaki) van partir del Camp Nord de Tinian.